# Кифисос
Кифисо́с, Кефис (греч. Κηφισός, др.-греч. Κηφισσός, Κήφισος) — река в Греции. Протекает с севера на юг по Афинской равнине в Аттике. Берёт начало на Пенделиконе и впадает в бухту Фалирон залива Сароникоса у холма Мунихия к востоку от Пирея. Длина 27 километров.

Карта окрестностей античных Афин

## Промышленное значение
На западном берегу современной реки расположен промышленный сектор крупного рабочего посёлка Эгалео с населением 69 946 человек по переписи 2011 года, в последнее время фактически превратившегося в пригород греческой столицы — города Афины.

## Мифология
В древнегреческой мифологии с этой рекой связан речной бог Кефис. Он отец Нарцисса, Диогении и, по некоторым из версий, Фии (Фийи/Тийи), дед Праксифеи. Именуется быколицым. Его статуи изображают мужчину с рогами.
Жертвенник в Оропе.
Внук Кефиса был обращен Аполлоном в тюленя.